# Isaac Miller

a Compétitions nationales et continentales officielles uniquement.

b Matchs officiels uniquement.
Dernière mise à jour le 10 avril 2025.
Isaac Miller, né le 21 juin 1994 à Edimbourg, est un joueur écossais de rugby à XV évoluant au poste de talonneur.

## Carrière

### En club
Isaac Miller commence par évoluer pour l'équipe des moins de 18 ans d'Édimbourg Rugby avant de jouer pour l'équipe étudiante de l'université de Loughborough durant ses études en sciences du sport. Lors de la saison 2017-2018, il rejoint et joue pour les London Scottish en deuxième division anglaise. 
À l'été 2018, il rejoint les Worcester Warriors mais il se blesse pour ses débuts avec le club face au Benetton Rugby Trévise et manque trois mois de compétition. Il fait ses grands débuts en compétition en décembre 2018 lors du match de Challenge européen face à la Section paloise. 
Il marque son premier essai lors de la 1ère journée de Premiership Cup 2019-2020 face aux Leicester Tigers, et en étant titulaire pour la première fois.
En décembre 2019, il signe une prolongation de contrat pour deux saisons supplémentaires avec les Warriors.
En 2022, il quitte Worcester pour rejoindre les London Irish, au sein du même championnat. Il quitte le club au bout d'une saison.
Il rejoint le club de Rosslyn Park en National League One.

### En équipe nationale
Isaac Miller a évolué avec l'équipe d'Ecosse des moins de 20 ans durant le tournoi des Six Nations des moins de 20 ans en 2014.

## Palmarès
Néant.